# Feliks Fabiani
Feliks Fabiani (ur. 22 maja 1838 w Krzepicach, zm. 11 marca 1904) – społecznik, pedagog, radomszczanin.

## Życiorys
Urodził się w ubogiej rodzinie nauczycieli Tomasza i Salomei z Szawłowskich. Jako dziecko nauczycieli bezpłatnie pobierał naukę w szkole elementarnej w Iwanowicach Dużych, gdzie w szkole pracował jego ojciec (lata 1845–1870), a później w pięcioletniej ogólnej szkole powiatowej w Wieluniu. Ukończył roczny Instytut Nauczycieli Elementarnych Warszawskiego Okręgu Szkolnego w Radzyminie. Z racji bezpłatnej nauki w szkole elementarnej był zobowiązany do podjęcia pracy nauczyciela w szkole elementarnej. Decyzją władz oświatowych został skierowany do Radomska. Założył tu szkołę i miejscową straż ogniową. Jeździł do pożarów, osobiście kierował akcjami gaszenia. Ponadto działał w komitecie budowy kościoła farnego św. Lamberta i brał udział w pracach murarskich. Należał też do kilku organizacji charytatywnych. W Radomsku, w którym spędził i pracował przez większość swego życia, znajdują się nazwane jego imieniem ulica i liceum ogólnokształcące. W gronie jego wychowanków znaleźli się m.in.: bracia ks. dr Władysław Chrzanowski (1886– 1933), poseł na Sejm Ustawodawczy w latach 1919–1922 i prof. n. med. Jan Chrzanowski (1892–1982), oficer, uczestnik I wojny światowej, polsko-bolszewickiej, wykładowca Akademii Medycznej w Łodzi i Wojskowej Akademii Medycznej w Łodzi.
W 1862 r. ożenił się z Filipiną Dembską, z którą miał siedmioro dzieci: Kazimierza, Wiktoryna, Helenę, Emilię, Henryka, Mariannę i Leontynę. Był dziadkiem Feliksa Przyłubskiego, syna Edwarda i Leontyny z Fabianich.
Feliks Fabiani został pochowany na cmentarzu Starym w Radomsku w kwaterze B01 (grób 0066).